# Les Lois de l'attraction
Pour l'adaptation en film de Roger Avary, voir Les Lois de l'attraction (film).
Les Lois de l'attraction (titre original : The Rules of Attraction) est le deuxième roman de Bret Easton Ellis, datant de 1987, racontant la descente aux enfers d'une bande de jeunes étudiants américains à la fin des années 1980.

## Résumé
Comme dans Moins que zéro, Ellis brosse le portrait d'une jeunesse dorée à travers la vie quotidienne d'une bande d’étudiants d'un campus imaginaire, Camden, qui passent leur temps à boire, se droguer, faire l'amour et changer de section, et tous ratent ainsi leur vie et leurs relations.
À Camden College, dans le New Hampshire, évolue une faune diverse d'étudiants qui s'active plutôt en dehors des cours : Sean Bateman, le mec cool, plutôt beau gosse, qui deale et qui baise tout ce qui bouge (« Rock & roll » comme il dit), changeant sans cesse d'U.V. ; Lauren Hynde, étudiante en art qui se raccroche à ses rêves d’amour ; Paul Denton, gay issu d'un milieu bourgeois pour qui rien ne tourne jamais comme il faut ; Victor Ward qui se perd profondément lors de son voyage en Europe ; et toute une faune de personnages secondaires qui gravitent autour d'eux, Stuart, Clay...
Mais tout se complique quand Sean tombe amoureux de Lauren, qui attend le retour de Victor, idéalisé dans un été romantique, alors que Paul, ex de Lauren ne cesse de le harceler sexuellement, et tous les trois sont eux-mêmes courtisés par d'autres : Sean reçoit des lettres d'amour anonymes, qu'il suppose être de Lauren, Lauren est courtisée sans le savoir par un jeune homme timide, Paul est rattrapé par d'anciennes relations et de jeunes homo, comme Stuart... 
Les crises émotionnelles, les excès de superficialité, les scènes quotidiennes banales entrecoupées de scènes de défonces et de fêtes gargantuesques, tout se mêle et s'entremêle dans un embrouillamini typique années 1980 (sex, drug and rock'n roll) qui est géré par les lois de l'attraction. 
Le dénouement est tragique : Victor revient d'Europe mais ne reconnait plus Lauren, qui se console avec Sean, ils se sépareront après un avortement de la jeune fille, Paul est rejeté par Sean (« Je veux te connaître » lui dit-il ; ce à quoi Sean répondra, en écho à Lauren : « Tu ne peux pas. Tu ne me connaîtras jamais, personne ne connaît personne »), la jeune fille amoureuse secrètement de Sean se suicide, et la vacuité des personnages prend le pas sur la force des sentiments.

## L'écriture d'Ellis
Bret Easton Ellis fait partie du courant littéraire behavioriste, né aux États-Unis dans les années 1920, dictant aux auteurs d’être « objectifs ». Ainsi le roman est basé sur des conversations et des faits dans lesquels l’auteur n’intervient pas avec sa propre subjectivité. L'intrigue est racontée, comme dans Moins que zéro (Less than zero), par un narrateur qui fait partie de l'histoire. 
Mais si dans ce premier roman, le seul narrateur est Clay, ici les narrateurs changent constamment : le trio Sean-Lauren-Paul racontent alternativement les trois-quarts du livre, entrecoupé régulièrement par des récits de Victor, Stuart, Mitchell, Patrick (le frère de Sean), et des lettres de l'amoureuse secrète de Sean. Le ton est volontairement monocorde et le style argotique, constamment référencé à la culture populaire des années 1980 (musique rock et cinéma underground), ce qui laisse au lecteur de s'approprier les évènements lui-même. 
Il existe cependant des zones d'ombres dans l(es)'intrigue(s) des discordances entre les témoignages des personnages et des mensonges, ce qui crée une ambiance trouble et une attente de résolution, qui n'arrive jamais. Mais cela est surtout dû au fait que  chaque personnage perçoit l'action à sa manière, selon son état d'esprit, il arrive donc que la même scène soit racontée différemment par deux personnages.
« L'auteur de Moins que zéro décrit dans son deuxième livre une nouvelle descente aux enfers qui se situe à l'université. Ses héros, des étudiants issus d'une bourgeoisie typée, trempent, d'une dérive à l'autre, dans les illusions du sexe et de la drogue, sur un fond de rock... Bret Easton Ellis peint une génération en négatif, en montrant les impasses des désirs, des urgences existentielles et des manques. Tout cela au moyen d'une écriture sobre, rapide et brute. La phraséologie de cette décennie contient à elle seule toute une micro-histoire. Une langue. » Patrick Amine, Art Press

## Anecdotes
- Comme dans tous les romans de Ellis, on retrouve des personnages existant dans les autres livres : l'anti-héros de Moins que zéro, Clay, apparaît à un cours, et est même un narrateur un bref instant ; Patrick Bateman, le frère de Sean, qui apparaît à la fin, est le personnage principal de American Psycho, le roman suivant de l'auteur, où Sean apparaît aussi furtivement que son frère dans Les Lois de l'attraction ; Victor est le héros de Glamorama, où apparaît aussi Lauren.
- Le roman commence au milieu d’une phrase et s’achève au milieu d’une phrase, ce qui donne le sentiment au lecteur d’arriver en plein milieu d’une scène et de partir avant la fin, mais aussi un sentiment de non-avancée, comme si le roman n'avait mené de nulle part à nulle part.
- Le roman a été adapté au cinéma en 2002 par Roger Avary, avec notamment James Van Der Beek et Jessica Biel, sous le titre Les Lois de l'attraction.